# 後村上天皇
後村上天皇（日语：／ Gō-murakami Tennō；1328年—1368年3月29日）為日本第97代天皇，也是南朝第2任天皇（1339年9月18日—1368年3月29日在位）。初名義良（のりよし / のりなが），後改憲良。 他是後醍醐天皇的第七皇子，為阿野廉子所生。 
1911年（明治44年），日本政府確認南朝朝廷這一系的天皇為正統，後村上天皇被當作日本歷史上的第97代天皇。

## 略歷
1333年（元弘3年/元慶2年），鐮倉幕府滅亡，其父後醍醐天皇開始了史稱建武新政的改革。為了討伐東國的北條氏餘黨，北畠親房、北畠顯家父子，奉當時依然年幼的義良前往東國，駐紮在奧州的多賀城。建武元年（1334年）5月，義良在多賀城被封為親王。翌年足利尊氏在鐮倉公開豎起叛旗反對新政，並進攻京都；北畠父子奉義良親王回到京都，討伐尊氏。建武3年（1336年）3月在後醍醐天皇的行在比叡山行元服禮，同時敘三品陸奧太守的官位，在足利尊氏兵敗出奔九州之後再次前往奧州。1337年（延元2年/建武4年）多賀城遭到攻擊，義良親王前往靈山避難，8月再次回到京都。12月同鎮守府將軍北畠顯家一起攻打鐮倉，1338年（延元3年/曆元元年）正月西上美濃國，並在青野原之戰中擊破足利軍，借道伊勢、伊賀方面回到後醍醐天皇的吉野行宮。9月，義良親王、宗良親王以及北畠親房、北畠顯信父子一行，從伊勢國大湊出發，試圖前往奧州；不料途中遭遇暴風，一行人離散，義良親王漂泊到了伊勢國。翌年3月回到吉野成為皇太子；同年8月15日接受父親後醍醐天皇的讓位踐祚，是為後村上天皇。
1348年（正平3年/貞和4年），室町幕府的執事高師直襲擊吉野，後村上天皇前往紀伊花園（今和歌山縣葛城町）避難，後來移駕大和國的賀名生（今奈良縣五條市）。1350年（正平5年/觀應元年），足利氏一族發生內訌（觀應擾亂），足利直義在與執事高師直的爭權中失敗，投奔南朝。次年足利直義在播磨國光明寺城（光明寺合戰）和攝津國打出濱（打出濱之戰）大破足利尊氏。足利尊氏以脅迫高師直出家為條件，同足利直義達成了和解；另一方面，足利尊氏發現足利直義一派已控制了關東、北陸、山陰地區，其養子足利直冬的勢力又進入西國，因此決定廢除北朝朝廷，向南朝投降。足利尊氏廢黜了北朝的崇光天皇，並交出了三神器，史稱正平一統。同時在足利尊氏的要求下，南朝朝廷下達了討伐駐守關東的足利直義的綸旨。
後村上天皇試圖在足利尊氏討伐直義期間趁機奪回京都。1352年（正平7年/文和元年）陰曆2月，天皇率軍從賀名生出發，經河內國的東條（今大阪府富田林市）到達攝津國的住吉（今大阪市住吉區），閏2月19日到達山城國的男山（今京都府八幡市）。楠木正儀率南朝軍擊破足利義詮，成功奪回京都。足利義詮逃往近江國，南朝軍則擒獲了北朝方面的崇光上皇、光嚴上皇、光明上皇和原皇太子直仁親王。3月足利尊氏開始反擊，被迫放棄京都，以男山為立足點。5月為足利義詮所敗，逃往河內東條，6月回到賀名生。室町幕府與南朝朝廷反目，足利義詮於8月17日擁彌仁親王（後光嚴天皇）在京都踐祚，復辟了北朝朝廷。1354年，後村上天皇移駕河內天野，以金剛寺為行宮。次年正月，足利直義的養子足利直冬再次投奔南朝，天皇試圖再次奪回京都，但被足利尊氏、足利義詮擊敗。
1359年（正平14年/延文4年）陰曆12月，後村上天皇移駕觀心寺（今大阪府河內長野市），翌年9月北上住吉。1361年，在室町幕府爭權中失勢的執事細川清氏投降南朝，後村上天皇讓他同楠木正儀一起攻入京都，但不久因遭到足利義詮的反擊而撤退。
連年的戰爭使南朝的實力不斷衰退，南朝不得不對室町幕府妥協。1367年，後村上天皇派葉室光資同幕府談判。但光資要求幕府向天皇投降，遭致足利義詮的憤怒，和談破裂。同年天皇得病，次年在住吉大社宮駕崩，享年41歲。
後村上天皇這一諡號，同其父後醍醐天皇一樣，都是在生前自己指定的。其諡號來源於日本平安時代的明君村上天皇，體現了其本人想當治世明君的願望。

## 系譜
後村上天皇是後醍醐天皇的第七皇子。其母是藤原公廉的女兒阿野廉子。
- 女御：藤原勝子？（嘉喜門院・三位局）[2] - 生父不詳、二條師基養女
  - 第一皇子：寬成親王（長慶天皇）（1343-1394）
  - 第二皇子：熙成親王（後龜山天皇）（1350?-1424）
  - 第二皇女：良子内親王？ - 北畠顯泰室？
- 中宮：源（北畠）顯子 - 北畠親房女
  - 第一皇女：憲子内親王（新宣陽門院）（1345?-1391?）
- 母不詳[3]
  - 第三皇子：惟成親王（?-1423）
  - 第四皇子：泰成親王（1360?-?） - 後龜山天皇皇太弟？[2]
  - 第五皇子：師成親王（1361-?）
  - 第六皇子：說成親王（?-?） - 護聖院宮家？[2]
  - 第七皇子：良成親王（?-1395?）

以上系圖為近世所作的南朝系圖，其真實性存疑。事實上根據第一手史料的記載來看，能夠確認為後村上天皇皇子女的僅僅有寬成、熙成和護聖院宮三人。新宣陽門院及惟成親王等人的皇子女身份無法確認其真實性。

〔北朝〕

|  |  |                               |                               |                               |                               |                               |                               |  |  |                 |                 |                 |                 |                 |                 |  |  |                 |                 |                 |                 |                 |                 |  |  | 治仁王                |                       |                       |                       |                       |                       |  |  |                  |                  |                  |                  |                  |                  |  |  |              |              |              |              |              |              |
|  |  |                               |                               |                               |                               |                               |                               |  |  |                 |                 |                 |                 |                 |                 |  |  |                 |                 |                 |                 |                 |                 |  |  |                       |                       |                       |                       |                       |                       |  |  |                  |                  |                  |                  |                  |                  |  |  |              |              |              |              |              |              |
|  |  | (北1)光嚴天皇                 | (北1)光嚴天皇                 | (北1)光嚴天皇                 | (北1)光嚴天皇                 | (北1)光嚴天皇                 | (北1)光嚴天皇                 |  |  | (北3)崇光天皇   | (北3)崇光天皇   | (北3)崇光天皇   | (北3)崇光天皇   | (北3)崇光天皇   | (北3)崇光天皇   |  |  | 榮仁親王        | 榮仁親王        | 榮仁親王        | 榮仁親王        | 榮仁親王        | 榮仁親王        |  |  | 貞成親王 （後崇光院） | 貞成親王 （後崇光院） | 貞成親王 （後崇光院） | 貞成親王 （後崇光院） | 貞成親王 （後崇光院） | 貞成親王 （後崇光院） |  |  | (102)後花園天皇  | (102)後花園天皇  | (102)後花園天皇  | (102)後花園天皇  | (102)後花園天皇  | (102)後花園天皇  |  |  |              |              |              |              |              |              |
|  |  | (北1)光嚴天皇                 | (北1)光嚴天皇                 | (北1)光嚴天皇                 | (北1)光嚴天皇                 | (北1)光嚴天皇                 | (北1)光嚴天皇                 |  |  | (北3)崇光天皇   | (北3)崇光天皇   | (北3)崇光天皇   | (北3)崇光天皇   | (北3)崇光天皇   | (北3)崇光天皇   |  |  | 榮仁親王        | 榮仁親王        | 榮仁親王        | 榮仁親王        | 榮仁親王        | 榮仁親王        |  |  | 貞成親王 （後崇光院） | 貞成親王 （後崇光院） | 貞成親王 （後崇光院） | 貞成親王 （後崇光院） | 貞成親王 （後崇光院） | 貞成親王 （後崇光院） |  |  | (102)後花園天皇  | (102)後花園天皇  | (102)後花園天皇  | (102)後花園天皇  | (102)後花園天皇  | (102)後花園天皇  |  |  |              |              |              |              |              |              |
|  |  | (北2)光明天皇                 | (北2)光明天皇                 | (北2)光明天皇                 | (北2)光明天皇                 | (北2)光明天皇                 | (北2)光明天皇                 |  |  |                 |                 |                 |                 |                 |                 |  |  |                 |                 |                 |                 |                 |                 |  |  |                       |                       |                       |                       |                       |                       |  |  | 貞常親王         | 貞常親王         | 貞常親王         | 貞常親王         | 貞常親王         | 貞常親王         |  |  | 〔伏見宮家〕 | 〔伏見宮家〕 | 〔伏見宮家〕 | 〔伏見宮家〕 | 〔伏見宮家〕 | 〔伏見宮家〕 |
|  |  |                               | (北2)光明天皇                 | (北2)光明天皇                 | (北2)光明天皇                 | (北2)光明天皇                 | (北2)光明天皇                 |  |  |                 |                 |                 |                 |                 |                 |  |  |                 |                 |                 |                 |                 |                 |  |  |                       |                       |                       |                       |                       |                       |  |  | 貞常親王         | 貞常親王         | 貞常親王         | 貞常親王         | 貞常親王         | 貞常親王         |  |  | 〔伏見宮家〕 | 〔伏見宮家〕 | 〔伏見宮家〕 | 〔伏見宮家〕 | 〔伏見宮家〕 | 〔伏見宮家〕 |
|  |  | 長助法親王                    | 長助法親王                    | 長助法親王                    | 長助法親王                    | 長助法親王                    | 長助法親王                    |  |  | (北4)後光嚴天皇 | (北4)後光嚴天皇 | (北4)後光嚴天皇 | (北4)後光嚴天皇 | (北4)後光嚴天皇 | (北4)後光嚴天皇 |  |  | (北5)後圓融天皇 | (北5)後圓融天皇 | (北5)後圓融天皇 | (北5)後圓融天皇 | (北5)後圓融天皇 | (北5)後圓融天皇 |  |  | (北6)(100) 後小松天皇 | (北6)(100) 後小松天皇 | (北6)(100) 後小松天皇 | (北6)(100) 後小松天皇 | (北6)(100) 後小松天皇 | (北6)(100) 後小松天皇 |  |  | (101)稱光天皇    | (101)稱光天皇    | (101)稱光天皇    | (101)稱光天皇    | (101)稱光天皇    | (101)稱光天皇    |  |  |              |              |              |              |              |              |
|  |  |                               | 長助法親王                    | 長助法親王                    | 長助法親王                    | 長助法親王                    | 長助法親王                    |  |  | (北4)後光嚴天皇 | (北4)後光嚴天皇 | (北4)後光嚴天皇 | (北4)後光嚴天皇 | (北4)後光嚴天皇 | (北4)後光嚴天皇 |  |  | (北5)後圓融天皇 | (北5)後圓融天皇 | (北5)後圓融天皇 | (北5)後圓融天皇 | (北5)後圓融天皇 | (北5)後圓融天皇 |  |  | (北6)(100) 後小松天皇 | (北6)(100) 後小松天皇 | (北6)(100) 後小松天皇 | (北6)(100) 後小松天皇 | (北6)(100) 後小松天皇 | (北6)(100) 後小松天皇 |  |  | (101)稱光天皇    | (101)稱光天皇    | (101)稱光天皇    | (101)稱光天皇    | (101)稱光天皇    | (101)稱光天皇    |  |  |              |              |              |              |              |              |
|  |  | 珣子內親王 （後醍醐天皇中宮） | 珣子內親王 （後醍醐天皇中宮） | 珣子內親王 （後醍醐天皇中宮） | 珣子內親王 （後醍醐天皇中宮） | 珣子內親王 （後醍醐天皇中宮） | 珣子內親王 （後醍醐天皇中宮） |  |  |                 |                 |                 |                 |                 |                 |  |  |                 |                 |                 |                 |                 |                 |  |  |                       |                       |                       |                       |                       |                       |  |  | 皇子某（小川宮） | 皇子某（小川宮） | 皇子某（小川宮） | 皇子某（小川宮） | 皇子某（小川宮） | 皇子某（小川宮） |  |  |              |              |              |              |              |              |
|  |  | 珣子內親王 （後醍醐天皇中宮） | 珣子內親王 （後醍醐天皇中宮） | 珣子內親王 （後醍醐天皇中宮） | 珣子內親王 （後醍醐天皇中宮） | 珣子內親王 （後醍醐天皇中宮） | 珣子內親王 （後醍醐天皇中宮） |  |  |                 |                 |                 |                 |                 |                 |  |  |                 |                 |                 |                 |                 |                 |  |  |                       |                       |                       |                       |                       |                       |  |  | 皇子某（小川宮） | 皇子某（小川宮） | 皇子某（小川宮） | 皇子某（小川宮） | 皇子某（小川宮） | 皇子某（小川宮） |  |  |              |              |              |              |              |              |

〔南朝〕

|  |  | (96)後醍醐天皇 | (96)後醍醐天皇 | (96)後醍醐天皇 | (96)後醍醐天皇 | (96)後醍醐天皇 | (96)後醍醐天皇 |  |  | 尊良親王                | 尊良親王                | 尊良親王                | 尊良親王                | 尊良親王                | 尊良親王                |  |  | 守永親王                            | 守永親王                            | 守永親王                            | 守永親王                            | 守永親王                            | 守永親王                            |  |  |            |            |            |            |            |            |
|  |  | (96)後醍醐天皇 | (96)後醍醐天皇 | (96)後醍醐天皇 | (96)後醍醐天皇 | (96)後醍醐天皇 | (96)後醍醐天皇 |  |  | 尊良親王                | 尊良親王                | 尊良親王                | 尊良親王                | 尊良親王                | 尊良親王                |  |  | 守永親王                            | 守永親王                            | 守永親王                            | 守永親王                            | 守永親王                            | 守永親王                            |  |  |            |            |            |            |            |            |
|  |  |                |                |                |                |                |                |  |  | 世良親王                | 世良親王                | 世良親王                | 世良親王                | 世良親王                | 世良親王                |  |  | 良玄法親王                          | 良玄法親王                          | 良玄法親王                          | 良玄法親王                          | 良玄法親王                          | 良玄法親王                          |  |  |            |            |            |            |            |            |
|  |  |                |                |                |                |                |                |  |  | 世良親王                | 世良親王                | 世良親王                | 世良親王                | 世良親王                | 世良親王                |  |  | 良玄法親王                          | 良玄法親王                          | 良玄法親王                          | 良玄法親王                          | 良玄法親王                          | 良玄法親王                          |  |  |            |            |            |            |            |            |
|  |  |                |                |                |                |                |                |  |  | 護良親王 （尊雲法親王） | 護良親王 （尊雲法親王） | 護良親王 （尊雲法親王） | 護良親王 （尊雲法親王） | 護良親王 （尊雲法親王） | 護良親王 （尊雲法親王） |  |  | 興良親王（大塔若宮）                | 興良親王（大塔若宮）                | 興良親王（大塔若宮）                | 興良親王（大塔若宮）                | 興良親王（大塔若宮）                | 興良親王（大塔若宮）                |  |  |            |            |            |            |            |            |
|  |  |                |                |                |                |                |                |  |  | 護良親王 （尊雲法親王） | 護良親王 （尊雲法親王） | 護良親王 （尊雲法親王） | 護良親王 （尊雲法親王） | 護良親王 （尊雲法親王） | 護良親王 （尊雲法親王） |  |  | 興良親王（大塔若宮）                | 興良親王（大塔若宮）                | 興良親王（大塔若宮）                | 興良親王（大塔若宮）                | 興良親王（大塔若宮）                | 興良親王（大塔若宮）                |  |  |            |            |            |            |            |            |
|  |  |                |                |                |                |                |                |  |  | 宗良親王 （尊澄法親王） | 宗良親王 （尊澄法親王） | 宗良親王 （尊澄法親王） | 宗良親王 （尊澄法親王） | 宗良親王 （尊澄法親王） | 宗良親王 （尊澄法親王） |  |  | 某親王（明光宮）                    | 某親王（明光宮）                    | 某親王（明光宮）                    | 某親王（明光宮）                    | 某親王（明光宮）                    | 某親王（明光宮）                    |  |  |            |            |            |            |            |            |
|  |  |                |                |                |                |                |                |  |  | 宗良親王 （尊澄法親王） | 宗良親王 （尊澄法親王） | 宗良親王 （尊澄法親王） | 宗良親王 （尊澄法親王） | 宗良親王 （尊澄法親王） | 宗良親王 （尊澄法親王） |  |  | 某親王（明光宮）                    | 某親王（明光宮）                    | 某親王（明光宮）                    | 某親王（明光宮）                    | 某親王（明光宮）                    | 某親王（明光宮）                    |  |  |            |            |            |            |            |            |
|  |  |                |                |                |                |                |                |  |  | 恒良親王                | 恒良親王                | 恒良親王                | 恒良親王                | 恒良親王                | 恒良親王                |  |  | 尹良親王(源尹良) 〔後醍醐源氏之祖〕 | 尹良親王(源尹良) 〔後醍醐源氏之祖〕 | 尹良親王(源尹良) 〔後醍醐源氏之祖〕 | 尹良親王(源尹良) 〔後醍醐源氏之祖〕 | 尹良親王(源尹良) 〔後醍醐源氏之祖〕 | 尹良親王(源尹良) 〔後醍醐源氏之祖〕 |  |  |            |            |            |            |            |            |
|  |  |                |                |                |                |                |                |  |  | 恒良親王                | 恒良親王                | 恒良親王                | 恒良親王                | 恒良親王                | 恒良親王                |  |  | 尹良親王(源尹良) 〔後醍醐源氏之祖〕 | 尹良親王(源尹良) 〔後醍醐源氏之祖〕 | 尹良親王(源尹良) 〔後醍醐源氏之祖〕 | 尹良親王(源尹良) 〔後醍醐源氏之祖〕 | 尹良親王(源尹良) 〔後醍醐源氏之祖〕 | 尹良親王(源尹良) 〔後醍醐源氏之祖〕 |  |  |            |            |            |            |            |            |
|  |  |                |                |                |                |                |                |  |  | 成良親王                | 成良親王                | 成良親王                | 成良親王                | 成良親王                | 成良親王                |  |  | (98)長慶天皇                        | (98)長慶天皇                        | (98)長慶天皇                        | (98)長慶天皇                        | (98)長慶天皇                        | (98)長慶天皇                        |  |  | 〔玉川宮〕 | 〔玉川宮〕 | 〔玉川宮〕 | 〔玉川宮〕 | 〔玉川宮〕 | 〔玉川宮〕 |
|  |  |                |                |                |                |                |                |  |  | 成良親王                | 成良親王                | 成良親王                | 成良親王                | 成良親王                | 成良親王                |  |  | (98)長慶天皇                        | (98)長慶天皇                        | (98)長慶天皇                        | (98)長慶天皇                        | (98)長慶天皇                        | (98)長慶天皇                        |  |  | 〔玉川宮〕 | 〔玉川宮〕 | 〔玉川宮〕 | 〔玉川宮〕 | 〔玉川宮〕 | 〔玉川宮〕 |
|  |  |                |                |                |                |                |                |  |  | (97)後村上天皇          | (97)後村上天皇          | (97)後村上天皇          | (97)後村上天皇          | (97)後村上天皇          | (97)後村上天皇          |  |  | (99)後龜山天皇                      | (99)後龜山天皇                      | (99)後龜山天皇                      | (99)後龜山天皇                      | (99)後龜山天皇                      | (99)後龜山天皇                      |  |  | 〔小倉宮〕 | 〔小倉宮〕 | 〔小倉宮〕 | 〔小倉宮〕 | 〔小倉宮〕 | 〔小倉宮〕 |
|  |  |                |                |                |                |                |                |  |  | (97)後村上天皇          | (97)後村上天皇          | (97)後村上天皇          | (97)後村上天皇          | (97)後村上天皇          | (97)後村上天皇          |  |  | (99)後龜山天皇                      | (99)後龜山天皇                      | (99)後龜山天皇                      | (99)後龜山天皇                      | (99)後龜山天皇                      | (99)後龜山天皇                      |  |  | 〔小倉宮〕 | 〔小倉宮〕 | 〔小倉宮〕 | 〔小倉宮〕 | 〔小倉宮〕 | 〔小倉宮〕 |
|  |  |                |                |                |                |                |                |  |  | 懷良親王                | 懷良親王                | 懷良親王                | 懷良親王                | 懷良親王                | 懷良親王                |  |  | 某親王（護聖院宮）                  | 某親王（護聖院宮）                  | 某親王（護聖院宮）                  | 某親王（護聖院宮）                  | 某親王（護聖院宮）                  | 某親王（護聖院宮）                  |  |  |            |            |            |            |            |            |
|  |  |                |                |                |                |                |                |  |  | 懷良親王                | 懷良親王                | 懷良親王                | 懷良親王                | 懷良親王                | 懷良親王                |  |  | 某親王（護聖院宮）                  | 某親王（護聖院宮）                  | 某親王（護聖院宮）                  | 某親王（護聖院宮）                  | 某親王（護聖院宮）                  | 某親王（護聖院宮）                  |  |  |            |            |            |            |            |            |
|  |  |                |                |                |                |                |                |  |  | 滿良親王                |                         |                         |                         |                         |                         |  |  |                                     |                                     |                                     |                                     |                                     |                                     |  |  |            |            |            |            |            |            |
|  |  |                |                |                |                |                |                |  |  |                         |                         |                         |                         |                         |                         |  |  |                                     |                                     |                                     |                                     |                                     |                                     |  |  |            |            |            |            |            |            |

## 腳註
1. ↑  鴨腳本《皇代記》稱「諱義良，後改憲良」。然而近世的《續史愚抄》、《系圖纂要》等史料多記載「憲良」是天皇的最早的名字
2. 1 2 3  從前的南朝系圖一般認為東宮（皇太弟）是泰成親王，護聖院宮是說成親王。然而近年根據《吉田家日次記》應永5年（1398年）9月29日條「護聖院宮 法皇御舍弟、於南朝春宮」處的註記，學術界一般認為護聖院宮和東宮是同一個人。但護聖院宮的具體身份依然不清楚，有泰成親王、說成親王和惟成親王之說。此外根據《滿濟准后日記》永享3年10月28日条可以推定，護聖院宮是長慶天皇的同胞弟弟，其母親是嘉喜門院。
3. ↑  有一些南朝系圖稱，泰成親王為藤原勝子所生，惟成親王、師成親王為中原師治的女兒（大藏卿局）所生，說成親王、良成親王為越智家榮女（冷泉局）所生。

| 前任： 南朝：後醍醐天皇 | 日本天皇 | 繼任： 南朝：長慶天皇 |